# Honey Sri-Isan
Suphin Hemvijit, bedre kendt med kunstnernavnet ฮันนี่ ศรีอีสาน / Honey Sri-Isan (22. oktober 1970 - 26. februar 1992) var en thailandsk sanger.

## Diskografi

### Album
- Nam Ta Lon Bon Tee Non (น้ำตาหล่นบนที่นอน)
- Won Phee Mee Rak Diew. (วอนพี่มีรักเดียว)